# 四日市シネマホール
四日市シネマホール（よっかいちシネマホール、英語: Yokkaichi Cinema Hall）は、かつて存在した日本の映画館である。三重県四日市市安島1丁目に所在、運営・経営は近鉄グループの近鉄興業株式会社（現在は解散）が行っていた。
本項では、その前身となった映画館四日市グランド劇場（よっかいちグランドげきじょう）、および後身の四日市中映シネマックス（よっかいちちゅうえいシネマックス）についても詳述する。

## 歴史
近畿日本鉄道四日市駅が諏訪駅と統合し、近畿日本四日市駅（現在の近鉄四日市駅）となってから1年後の1957年（昭和32年）9月23日、四日市市諏訪栄町6番4号に四日市グランド劇場として開業される。当時は大映封切館の「四日市グランド劇場」と洋画上映館の「四日市シネマ」の2館体制だった。当館の開業により、四日市市内の映画館はこの2スクリーンを含めて15館となった。
1984年（昭和59年）7月25日、グランドとシネマの2館を閉鎖。同年8月1日、現在地に3スクリーンの映画館「四日市シネマホール」として再開業。数々の邦画・洋画を上映し同市内の映画ファンに親しまれた。
その後20年が経過し、親会社の近鉄グループの再編等の流れのなかで、近鉄興業は、2004年（平成16年）6月6日付でシネマホールを閉鎖した。同社は、同日付で、近鉄あやめ池遊園地も閉園した。
同館は、同年7月17日、同市浜田町7丁目にあったライバル館「四日市中映」に事業譲渡され、「四日市中映シネマックス」として再開業した。名称は類似しているが、千葉興行株式会社が経営する千葉県のシネコン「シネマックス」（現：USシネマ）とは無関係である。2スクリーンに縮小して主にミニシアター向きの映画を中心に上映していたが、同館の向かいにオープンしたララスクエア四日市内のシネマコンプレックス「109シネマズ四日市」にことごとく集客を奪われてしまい、3年後の2007年（平成19年）9月28日、河瀬直美監督作品『殯の森』の上映を最後に閉館。グランド劇場時代から50年続いた歴史にピリオドを打った。
四日市グランド劇場の跡地には1988年（昭和63年）11月18日に近鉄百貨店所有の商業施設「スターアイランド」が開業。また、シネマホールおよび中映シネマックスがあった場所は近畿日本鉄道と三交不動産が建設した複合ビルとなり、同ビル内に2010年（平成22年）3月1日、ビジネスホテル「三交イン四日市駅前」が開業した。

## 沿革
- 1957年9月23日 - 近鉄興業が四日市市諏訪栄町6番に「四日市グランド劇場」、「四日市シネマ」の2館を開館
- 1984年
  - 7月25日 - 両館を閉館
  - 8月1日 - 同市安島1丁目に移転し、ベガ・スピカ・リゲルの3スクリーンをもつ後継館「四日市シネマホール」として再開館
- 2004年
  - 6月6日 - シネマホールを閉館、同社が四日市中映に事業を譲渡
  - 7月17日 - 四日市中映が2スクリーンをもつ「四日市中映シネマックス」として再開館
- 2007年9月28日 - 中映シネマックスを閉館

## データ

### 移転前
- 所在地 : 三重県四日市市諏訪栄町6番4号 （現在の四日市スターアイランド）
北緯34度58分1.28秒 東経136度37分10.92秒 / 北緯34.9670222度 東経136.6197000度
- 経営 : 近鉄興業
- 観客人員数 : 
  - 四日市グランド劇場 : 不明
  - 四日市シネマ : 不明

### 移転後
- 所在地 : 三重県四日市市安島1丁目31番1号 （現在の三交イン四日市駅前）
北緯34度58分5.8秒 東経136度37分3.45秒 / 北緯34.968278度 東経136.6176250度
- 経営 : 近鉄興業（1984年 - 2004年） ⇒ 四日市中映（2004年）
- 観客人員数 : 
  - ベガ（1階） : 303席 ⇒ スクリーン1 : 227席（2004年）
  - スピカ（1階） : 160席 ⇒ スクリーン2 : 160席（2004年）
  - リゲル（2階） : 253席（2004年閉館）